# Lista planetelor minore/136101–136200
Aceasta este Lista planetelor minore/136101–136200; pentru a naviga prin lista completă vezi Lista planetelor minore.
Pentru ale detalii vezi și Proiect:Astronomie sau Portal:Astronomie.
| Nume          | Denumire provizorie | Data descoperirii  | Locul descoperirii  | Descoperitor(i)                                  |
| ------------- | ------------------- | ------------------ | ------------------- | ------------------------------------------------ |
| 136101 -      | 2003 EA2            | 5 martie 2003      | Socorro             | LINEAR                                           |
| 136102 -      | 2003 EW2            | 5 martie 2003      | Socorro             | LINEAR                                           |
| 136103 -      | 2003 EN22           | 6 martie 2003      | Socorro             | LINEAR                                           |
| 136104 -      | 2003 EO22           | 6 martie 2003      | Socorro             | LINEAR                                           |
| 136105 -      | 2003 EC27           | 6 martie 2003      | Anderson Mesa       | LONEOS                                           |
| 136106 -      | 2003 EW33           | 7 martie 2003      | Anderson Mesa       | LONEOS                                           |
| 136107 -      | 2003 EY58           | 12 martie 2003     | Palomar             | NEAT                                             |
| 136108 Haumea | 2003 EL61           | 7 martie 2003      | Sierra Nevada⁠(d)    | F. J. Aceituno, P. Santos-Sanz, J. L. Ortiz⁠(d)   |
| 136109 -      | 2003 FA22           | 25 martie 2003     | Kitt Peak           | Spacewatch                                       |
| 136110 -      | 2003 FZ60           | 26 martie 2003     | Palomar             | NEAT                                             |
| 136111 -      | 2003 FC79           | 27 martie 2003     | Kitt Peak           | Spacewatch                                       |
| 136112 -      | 2003 FY104          | 26 martie 2003     | Kitt Peak           | Spacewatch                                       |
| 136113 -      | 2003 GA5            | 1 aprilie 2003     | Socorro             | LINEAR                                           |
| 136114 -      | 2003 GU37           | 7 aprilie 2003     | Palomar             | NEAT                                             |
| 136115 -      | 2003 HC3            | 24 aprilie 2003    | Anderson Mesa       | LONEOS                                           |
| 136116 -      | 2003 HA16           | 23 aprilie 2003    | Socorro             | LINEAR                                           |
| 136117 -      | 2003 HL28           | 26 aprilie 2003    | Haleakala           | NEAT                                             |
| 136118 -      | 2003 KV             | 21 mai 2003        | Reedy Creek         | J. Broughton⁠(d)                                  |
| 136119 -      | 2003 KH19           | 29 mai 2003        | Socorro             | LINEAR                                           |
| 136120        | 2003 LG7            | 1 iunie 2003       | Cerro Tololo⁠(d)     | M. W. Buie⁠(d)                                    |
| 136121        | 2003 OA             | 18 iulie 2003      | Siding Spring       | R. H. McNaught                                   |
| 136122 -      | 2003 OQ29           | 24 iulie 2003      | Palomar             | NEAT                                             |
| 136123 -      | 2003 QK40           | 22 august 2003     | Socorro             | LINEAR                                           |
| 136124 -      | 2003 QC56           | 23 august 2003     | Socorro             | LINEAR                                           |
| 136125 -      | 2003 QU65           | 25 august 2003     | Palomar             | NEAT                                             |
| 136126 -      | 2003 QN79           | 26 august 2003     | Socorro             | LINEAR                                           |
| 136127 -      | 2003 RA15           | 14 septembrie 2003 | Haleakala           | NEAT                                             |
| 136128 -      | 2003 SO36           | 17 septembrie 2003 | Kitt Peak           | Spacewatch                                       |
| 136129 -      | 2003 SL57           | 16 septembrie 2003 | Kitt Peak           | Spacewatch                                       |
| 136130 -      | 2003 SH87           | 17 septembrie 2003 | Socorro             | LINEAR                                           |
| 136131 -      | 2003 SE96           | 19 septembrie 2003 | Socorro             | LINEAR                                           |
| 136132 -      | 2003 SC98           | 19 septembrie 2003 | Palomar             | NEAT                                             |
| 136133 -      | 2003 SC110          | 20 septembrie 2003 | Palomar             | NEAT                                             |
| 136134 -      | 2003 SY117          | 16 septembrie 2003 | Kitt Peak           | Spacewatch                                       |
| 136135 -      | 2003 SN138          | 20 septembrie 2003 | Palomar             | NEAT                                             |
| 136136 -      | 2003 ST147          | 21 septembrie 2003 | Kitt Peak           | Spacewatch                                       |
| 136137 -      | 2003 SU188          | 22 septembrie 2003 | Anderson Mesa       | LONEOS                                           |
| 136138 -      | 2003 SH199          | 21 septembrie 2003 | Anderson Mesa       | LONEOS                                           |
| 136139 -      | 2003 SH201          | 24 septembrie 2003 | Socorro             | LINEAR                                           |
| 136140 -      | 2003 SS220          | 29 septembrie 2003 | Desert Eagle        | W. K. Y. Yeung                                   |
| 136141 -      | 2003 SM228          | 26 septembrie 2003 | Socorro             | LINEAR                                           |
| 136142 -      | 2003 ST235          | 27 septembrie 2003 | Socorro             | LINEAR                                           |
| 136143 -      | 2003 SQ251          | 26 septembrie 2003 | Socorro             | LINEAR                                           |
| 136144 -      | 2003 SV288          | 28 septembrie 2003 | Socorro             | LINEAR                                           |
| 136145 -      | 2003 SC291          | 29 septembrie 2003 | Socorro             | LINEAR                                           |
| 136146 -      | 2003 SA294          | 28 septembrie 2003 | Socorro             | LINEAR                                           |
| 136147 -      | 2003 SU296          | 29 septembrie 2003 | Anderson Mesa       | LONEOS                                           |
| 136148 -      | 2003 SC306          | 30 septembrie 2003 | Socorro             | LINEAR                                           |
| 136149 -      | 2003 SR313          | 29 septembrie 2003 | Goodricke-Pigott⁠(d) | J. W. Kessel⁠(d)                                  |
| 136150 -      | 2003 TJ             | 2 octombrie 2003   | Socorro             | LINEAR                                           |
| 136151 -      | 2003 TM2            | 1 octombrie 2003   | Goodricke-Pigott⁠(d) | J. W. Kessel⁠(d)                                  |
| 136152 -      | 2003 TQ12           | 14 octombrie 2003  | Anderson Mesa       | LONEOS                                           |
| 136153 -      | 2003 TH13           | 2 octombrie 2003   | Haleakala           | NEAT                                             |
| 136154 -      | 2003 TX14           | 14 octombrie 2003  | Anderson Mesa       | LONEOS                                           |
| 136155 -      | 2003 TQ24           | 1 octombrie 2003   | Kitt Peak           | Spacewatch                                       |
| 136156 -      | 2003 TX27           | 1 octombrie 2003   | Anderson Mesa       | LONEOS                                           |
| 136157 -      | 2003 TQ39           | 2 octombrie 2003   | Kitt Peak           | Spacewatch                                       |
| 136158 -      | 2003 UU14           | 16 octombrie 2003  | Kitt Peak           | Spacewatch                                       |
| 136159 -      | 2003 UE15           | 16 octombrie 2003  | Kitt Peak           | Spacewatch                                       |
| 136160 -      | 2003 UU15           | 16 octombrie 2003  | Anderson Mesa       | LONEOS                                           |
| 136161 -      | 2003 US23           | 22 octombrie 2003  | Kitt Peak           | Spacewatch                                       |
| 136162 -      | 2003 UR29           | 21 octombrie 2003  | Fountain Hills⁠(d)   | Fountain Hills⁠(d)                                |
| 136163 -      | 2003 UY40           | 16 octombrie 2003  | Anderson Mesa       | LONEOS                                           |
| 136164 -      | 2003 UO47           | 24 octombrie 2003  | Socorro             | LINEAR                                           |
| 136165 -      | 2003 UQ48           | 16 octombrie 2003  | Anderson Mesa       | LONEOS                                           |
| 136166 -      | 2003 UH73           | 19 octombrie 2003  | Kitt Peak           | Spacewatch                                       |
| 136167 -      | 2003 UP85           | 18 octombrie 2003  | Kitt Peak           | Spacewatch                                       |
| 136168 -      | 2003 UC98           | 19 octombrie 2003  | Anderson Mesa       | LONEOS                                           |
| 136169 -      | 2003 UN109          | 19 octombrie 2003  | Kitt Peak           | Spacewatch                                       |
| 136170 -      | 2003 UD118          | 17 octombrie 2003  | Anderson Mesa       | LONEOS                                           |
| 136171 -      | 2003 UE119          | 18 octombrie 2003  | Kitt Peak           | Spacewatch                                       |
| 136172 -      | 2003 US123          | 19 octombrie 2003  | Kitt Peak           | Spacewatch                                       |
| 136173 -      | 2003 UU129          | 18 octombrie 2003  | Palomar             | NEAT                                             |
| 136174 -      | 2003 UJ132          | 19 octombrie 2003  | Palomar             | NEAT                                             |
| 136175 -      | 2003 UV132          | 19 octombrie 2003  | Palomar             | NEAT                                             |
| 136176 -      | 2003 UU141          | 18 octombrie 2003  | Anderson Mesa       | LONEOS                                           |
| 136177 -      | 2003 UY143          | 18 octombrie 2003  | Anderson Mesa       | LONEOS                                           |
| 136178 -      | 2003 UJ146          | 18 octombrie 2003  | Anderson Mesa       | LONEOS                                           |
| 136179 -      | 2003 UE147          | 18 octombrie 2003  | Anderson Mesa       | LONEOS                                           |
| 136180 -      | 2003 UJ183          | 21 octombrie 2003  | Palomar             | NEAT                                             |
| 136181 -      | 2003 UB199          | 21 octombrie 2003  | Socorro             | LINEAR                                           |
| 136182 -      | 2003 UE202          | 21 octombrie 2003  | Kitt Peak           | Spacewatch                                       |
| 136183 -      | 2003 UH208          | 22 octombrie 2003  | Socorro             | LINEAR                                           |
| 136184 -      | 2003 UV209          | 23 octombrie 2003  | Anderson Mesa       | LONEOS                                           |
| 136185 -      | 2003 UH210          | 23 octombrie 2003  | Anderson Mesa       | LONEOS                                           |
| 136186 -      | 2003 UV210          | 23 octombrie 2003  | Kitt Peak           | Spacewatch                                       |
| 136187 -      | 2003 UP218          | 21 octombrie 2003  | Socorro             | LINEAR                                           |
| 136188 -      | 2003 UC232          | 24 octombrie 2003  | Kitt Peak           | Spacewatch                                       |
| 136189 -      | 2003 UT237          | 23 octombrie 2003  | Kitt Peak           | Spacewatch                                       |
| 136190 -      | 2003 UU243          | 24 octombrie 2003  | Socorro             | LINEAR                                           |
| 136191 -      | 2003 UU247          | 24 octombrie 2003  | Haleakala           | NEAT                                             |
| 136192 -      | 2003 UT253          | 22 octombrie 2003  | Palomar             | NEAT                                             |
| 136193 -      | 2003 UX256          | 25 octombrie 2003  | Socorro             | LINEAR                                           |
| 136194 -      | 2003 UX267          | 28 octombrie 2003  | Socorro             | LINEAR                                           |
| 136195 -      | 2003 UU276          | 30 octombrie 2003  | Socorro             | LINEAR                                           |
| 136196 -      | 2003 UF279          | 26 octombrie 2003  | Socorro             | LINEAR                                           |
| 136197 -      | 2003 UH287          | 22 octombrie 2003  | Kitt Peak           | M. W. Buie⁠(d)                                    |
| 136198 -      | 2003 UJ296          | 16 octombrie 2003  | Kitt Peak           | Spacewatch                                       |
| 136199 Eris   | 2003 UB313          | 21 octombrie 2003  | Palomar             | M. E. Brown, C. A. Trujillo⁠(d), D. Rabinowitz⁠(d) |
| 136200 -      | 2003 VS5            | 15 noiembrie 2003  | Kitt Peak           | Spacewatch                                       |